# پارک خور
پارک خور (به عربی: حَدیقَة اَلخَور) یکی از پارک‌های دبی
ویکی از نقاط دیدنی امارات متحده عربی است.
«پارک خور» در بخش بر دبی و در ساحل خور دبی قرار دارد. اینحا در واقع یک پارک ییلاقی محسوب میشود. چندین هکتار باغ، اسکله‌های ماهیگیری
، مسیرهای ویژه دو و پیاده‌روی، محل‌هایی برای طبخ بریانی (باربی کیو)، مناطق ویژه بازی بچه‌ها، رستوران‌ها و کیوسک‌ها فروش غذا و نوشیدنی از جمله امکانات این پارک می‌باشند. یک آمفی تئاتر بزرگ نیز وجود دارد که محل برگزاری کنسرت‌ها در زمان تعطیلات عمومی و موقعیت‌های خاص می‌باشد. در طول ۲٫۳ کیلومتری پارک در امتداد خور، یک ماشین کابلی، به بازدیدکنندگان این امکان را می‌دهد تا سوار بر آن (در ارتفاع ۳۰ متری از سطح زمین) به تماشای پارک و خور دبی بپردازند. در نزدیکی ورودی شماره یک پارک نیز یک شهرکودک و یک موزه برای کودکان قرار دارد. در ورودی شماره ۲ نیز بازدیدکنندگان می‌توانید یک موتورسیکلت چهارچرخ به مبلغ ۲۰ درهم برای یک ساعت گردش در پارک اجاره کنند. در اینجا دوچرخه سواری ممنوع می‌باشد ولی اسکیت سواری مجاز است. ورودیه: ۵ درهم ساعات بازدید: ۸ صبح تا ۱۱ شب قطار برقی: بزرگسالان ۲۵ درهم، کودکان ۱۵ درهم شهر کودکان: بزرگسالان ۱۵ درهم، کودکان ۱۰ درهم موتور سیکلت چهارچرخ: ۲۰ درهم روزهای چهارشنبه اختصاص به زنان و کودکان (زیر ۶ سال) دارد.